# 廣東住血線蟲
廣東住血線蟲（學名：Angiostrongylus cantonensis）是住血線蟲屬的一種寄生蟲，又稱之為廣州管圓線蟲。因為其一般寄生週期中會寄生在老鼠肺部，所以又叫鼠肺蟲（英語：Rat lungworm），可引起的病名稱為广州管圆线虫病，病徵包括嗜伊紅性腦膜腦炎和腦膜炎。舊屬後圓線蟲科，今屬後圓線蟲總科的住血線蟲科。

## 歷史

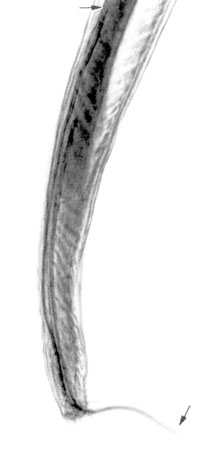
成年雄蟲的尾部

本物種由中國寄生蟲學家陳心陶於1935年首度在廣東省的鼠隻發現；1945年日本殖民台灣時期由野村和林兩人於台南縣在一名15歲日本人的腦脊髓液裡發現，為首次在人體所發現。他們留意病人曾經吃過未經煮熟的食物，而這些食物很可能為鼠隻所汙染。1955年，Mackerass & Sanders確認了這種線蟲在鼠隻體內的生命週期，並以腹足綱物種作為中間宿主，透過血液、腦部及肺部傳染鼠隻。
1985年6月27日，台灣知名醬油廠金蘭食品董事長鍾秋桂一家因生食非洲大蝸牛（Lissachatina fulica）而感染廣東住血線蟲，導致鍾秋桂夫婦及長子鍾德富、母親鍾林腰共四人死亡，次子鍾德尚臥床十年後也不治逝世，全家僅當時身在美國的三子鍾德亨倖存。
2013年，美國佛羅里達州首度發現這種線蟲透過非洲大蝸牛來散播，使人關注這物種肆瘧的範圍在擴展。

## 生活史

### 第一期幼蟲
在大鼠肺動脈所產下的卵，於微血管中孵化成第一期幼蟲，經氣管食道在糞便排出體外。

### 第二、三期幼蟲
軟體動物（例如：非洲大蝸牛）可攝食入第一期幼蟲，在體內發育成第三期幼蟲，人或老鼠（尤其是大鼠）吃下軟體動物或受汙染的飲水或生菜而得病。在囓齒類，幼蟲穿過腸管進門脈循環後，移至宿主腦部經脫皮兩次，回到宿主肺臟。
在人體中，幼蟲進入腦部發育成第五期幼蟲後便不再發育。

## 臨床症狀及病灶
在動物的臨床症狀：輕度感染不顯性，大鼠可見肢體無力，步伐障礙、呼吸促迫，發紺、流鼻血； 血樣淚水。嚴重時，會昏睡、腦僵直、麻痺、死亡。在人臨床症狀常見有腦炎、腦膜炎、噁心、嘔心、發燒、角膜炎 、虹膜炎、視網膜水腫、嚴重會昏睡及死亡。

## 臨床診斷與治療
MRI定位儀雷射可觀察患部；腰椎穿刺抽取腦脊髓液、檢測嗜酸性球增加數量亦可作為診斷，用血清以及腦脊髓液進行ELISA抗原－抗體測試。

## 預防與防治
除了撲滅鼠類外，應該要移除其第一中間宿主，像是螺蛳、非洲大蝸牛等，食物應該確實煮熟，及在-15℃下冷凍保存達24小時以上。
不食用未煮熟之螺蛳、蛞蝓、淡水明蝦、生菜等中間宿主；要注意非洲大蝸牛的接觸史，以防其糞便或是黏液中帶有蟲卵，並且應全面清除；也需要注意儲蟲宿主的大鼠是否造成排泄物汙染食物的可能。此防治措施施實背景以台灣為主，其他地方應參考當地可能的野生動物，而修正公衛策略。

## 流行地區
人類感染發生於整個大洋洲（特別是夏威夷、薩摩亞群島、索羅門群島、巴布亞新幾內亞、印尼、菲律賓和澳大利亞北部）；東亞及南亞（特別是泰國、台灣、日本以及印度）；一些感染曾報告於非洲和中南美洲，亦有報告存在美國紐奧良和路易斯安那。

## 外部連結
- 寄生蟲學-Nematoda(線蟲)-Angiostrongylus cantonensis(廣東住血線蟲) （页面存档备份，存于）